# 百万遍交差点
| 京都府道101号標識 | 都道府県道181号標識 |

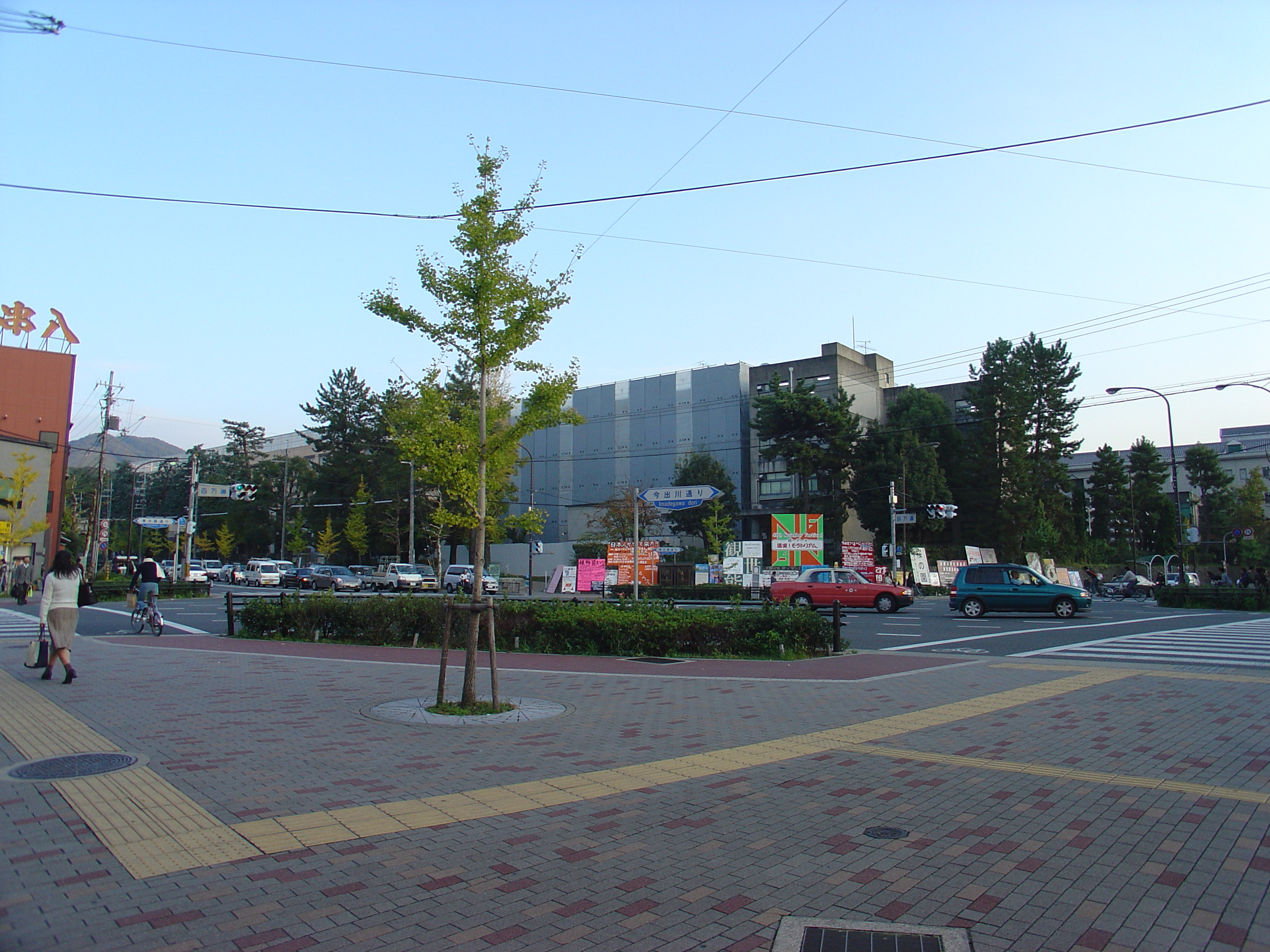
北西から南東を見たところ

百万遍交差点（ひゃくまんべんこうさてん）は京都府京都市左京区にある交差点である。東西に走る今出川通（京都府道101号銀閣寺宇多野線）と南北に走る東大路通（京都市道181号京都環状線）との交点に位置する。交差点やや西寄りから北西方向に伸びる細い道（柳通）があるが、これは今出川通の旧道である。
「百万遍」の名は交差点の北東に位置する知恩寺の通称「百万遍」に由来する。元弘元年（1331年）に疫病が大流行したときに、知恩寺の八世善阿空円上人が百万遍念仏を唱えたところ疫病が収まり、後醍醐天皇から百万遍という号を賜ったと伝えられている。
正式な地名ではないが、交差点の周辺の地域も「百万遍」と呼ばれる。

## 周辺
交差点近辺には5つの「構内」（地区）からなる京都大学吉田キャンパスが立地しており、その関係からこの界隈はファストフード店等、学生を主な客層とする各種飲食店が点在する学生街となっている。主として北西側で店舗は入れ替わりが激しいが、その一方で昔ながらの老舗もいくつか存続している。

### 南東
南東角には京都大学吉田キャンパス本部構内が面し、さらにその南には同大学吉田キャンパス吉田南構内。南東角から南側に掛けて石垣があり、京都大学学生などによる立看板が掲出されていることがある。2006年にこの石垣の一部を撤去して新たに百万遍門が作られたが、その過程で計画に反対する学生による石垣カフェ事件が起こった。京都大学本部構内はかつての尾張藩京都下屋敷であることから、この石垣はその当時からのものとも言われる。

### 南西
南西角には第一銀行以来の支店を引き継いだみずほ銀行百万遍支店があったが、2006年9月に閉鎖された。その後、同店舗は改装され2008年8月14日よりダイコクドラッグ百万遍店、2022年07月28日よりドラッッグユタカ百万遍店となっている。旧みずほ銀行支店の南には老舗の和菓子店「かぎや政秋」が立地する。この区画をやや南に下ったところには京都大学吉田キャンパス西部構内、さらにその南方には京都大学吉田キャンパス医学部構内が立地している。

### 北東
北東角には交差点名の由来となった「百万遍」の別名を持つ知恩寺のほか、琢窓院、了蓮寺などの寺院、京都百万遍郵便局がある。知恩寺の東方向には京都大学吉田キャンパス北部構内が立地する。交差点近くには老舗も多く、文具店「長角堂」（1904年創業 / 旧称「西村長角堂」）、喫茶店「学士堂」（1959年創業 / 閉店後、現在は「Villa Buono」として店舗をリニューアル）、宝石店「岩崎宝石」、古書店「吉岡書店」などが、場合によっては若干の経営形態の変更を経ながらも現在も存続している。

### 北西
北西側は他の区画と異なってキャンパス・寺院のような大規模施設が立地していなかったことから、学生向けの居酒屋・定食屋・喫茶店・ファストフード店・コンビニエンスストア・アミューズメント施設など種々の比較的小規模の店舗がひしめく一角となっており、店舗・施設の入れ替わりも比較的激しい。例えばこの場所に長く店舗を構えていた書店「レブン書房」は2012年6月末をもって店舗営業を停止し、店舗は改装され、2012年12月現在「餃子の王将」百万遍店となっている。さらにその後、同じくこの地で長く営業を続けていたパチンコ店「MONAKO」も閉店となり、跡地には2016年にセブン-イレブン・サイゼリヤ・ネットカフェが入居する「オリエント百万遍ビル」が竣工し、現在に至っている。北方向には知恩寺の道を挟んだ正面にローソンストア100、京都情報大学院大学がある。五山送り火では、京阪電車出町柳駅付近に劣らず、大文字を見るためにこの角にも多くの人が集まる。

## 歴史
今出川通（旧道）は京都市街と北白川・鹿ヶ谷方面を結ぶ古くからの道である。13世紀当時、ほとんど田畑だけであった現在の交差点付近に西園寺公経（百人一首の「入道前太政大臣」）が別荘「吉田泉殿」を建て、公家たちの遊興の場としたがその後荒廃した（この近辺の町名「吉田泉殿町」および京都大学の施設である「京都大学吉田泉殿」はこれに由来する。また交差点西南角近くには吉田泉殿が所在していたことを示す碑がある ）。
昭和初期、東大路通が開通したことによりこの交差点が形成された。その後賀茂大橋を経由する今出川通の新道が開通したことにより現在の形となった。京都市電が1928年から市電全廃の1978年まで走っていた。また2000年代には今出川通旧道との合流点の形状変更や歩道の拡張などの工事が行なわれた。

## 事件
2018年2月25日、京都大学大学院生ら2人が10分以上にわたり交差点中央にこたつを置き、居座る事件が発生。同年5月、京都府警察に道路交通法違反容疑で逮捕された。

## この交差点から

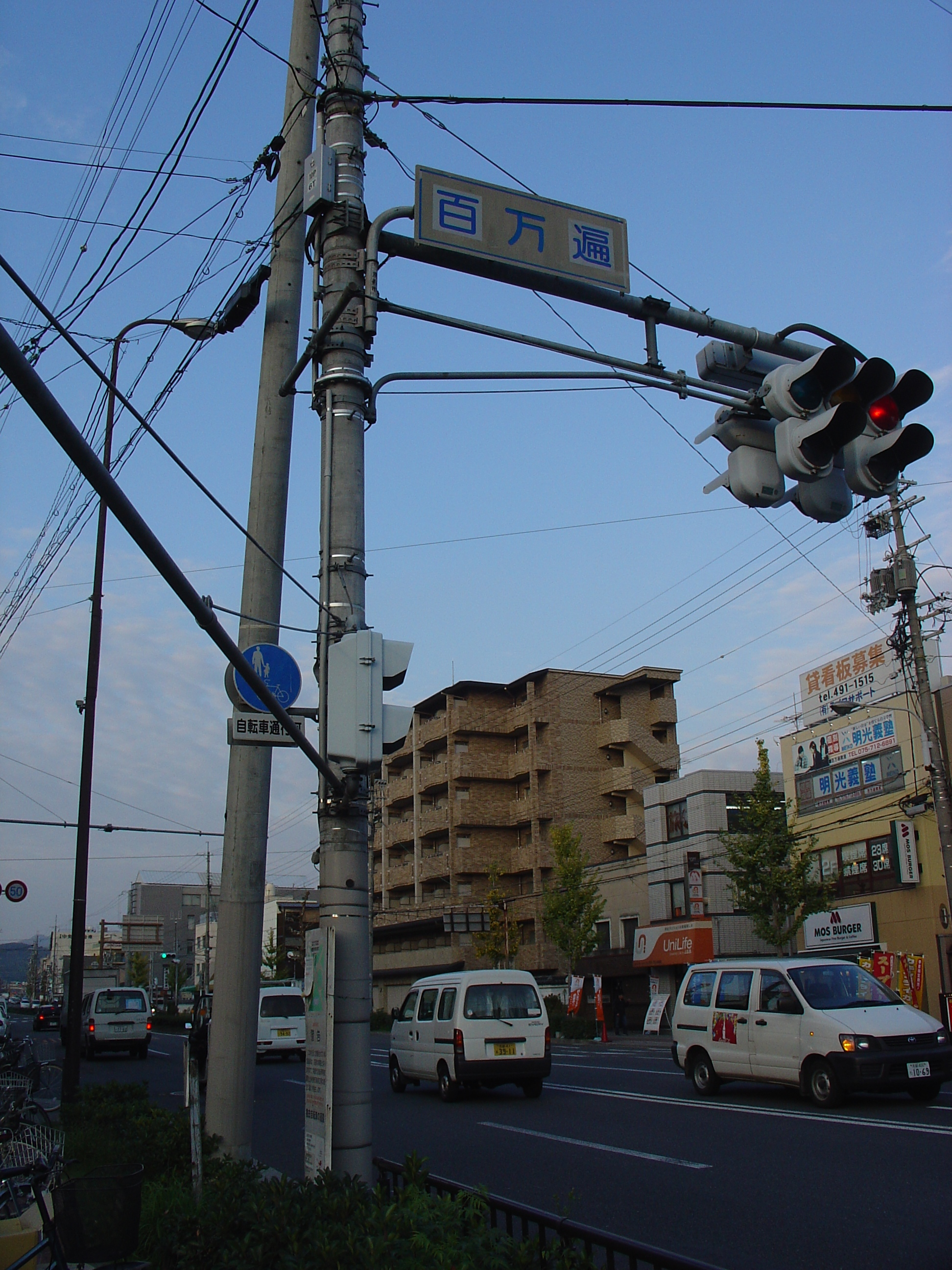
以前の標識と信号機

### 東方面へ
- 白川通今出川（銀閣寺道）[1]
- 慈照寺（銀閣寺）[1]

### 西方面へ
- 出町柳駅[1]
- 賀茂大橋（鴨川）[1]
- 京都御所[1]
- 今出川駅[1]

### 南方面へ
- 平安神宮[1]
- 東山駅[1]
- 聖護院[1]
- 祇園[1]

### 北方面へ
- 元田中駅[1]
- 高野（東大路通と北大路通の交差点）[1]

## 路線バス（百万遍停留所）
- 京都市営バス [3]
  - 3系統:北白川仕伏町（上終町京都造形芸術大前）行／京都外大 松尾橋行
  - 17系統:銀閣寺・錦林車庫行／河原町通 京都駅行
  - 31系統:祇園 四条烏丸行／東山通 高野・岩倉行
  - 65系統:烏丸丸太町 四条烏丸行／修学院・岩倉行
  - 201系統:千本今出川・みぶ・祇園行
  - 203系統:今出川通 銀閣寺道・錦林車庫・北野天満宮・西大路四条行
  - 206系統:東山七条・京都駅・高野 千本北大路行
- 京都バス [4]
  - 18系統（土日祝日ダイヤ）:京都駅⇔大原
  - 51系統:京都駅⇔比叡山頂
  - 56系統:銀閣寺道・一乗寺下り松町（詩仙堂）・修学院道・松ヶ崎駅経由 左京区総合庁舎行
- 京阪バス [5]
  - 56・56A系統:比叡平行 / 三条京阪行
  - 57系統 比叡山山頂方面行き / 出町柳・三条京阪経由京都駅行